# 石川県道273号鮭尾比良線
石川県道273号鮭尾比良線（いしかわけんどう273ごう さけおびらせん）とは、石川県鳳珠郡能登町と同郡穴水町とを結ぶ一般県道（石川県道）である。

## 概要
- 起点：石川県鳳珠郡能登町字鮭尾6字2番地先（＝石川県道37号輪島山田線交点）
- 終点：石川県鳳珠郡穴水町字比良り8番地先（＝国道249号交点）

鳳珠郡能登町（旧鳳至郡能都町）の西部にある鮭尾地区と、七尾湾北湾の穴水湾に面する穴水町比良地区とを結ぶ。起点のある能登町鮭尾地区は二級水系である山田川沿いに位置し、当県道は起点からほぼ南に向かっている。能登・穴水町境を越えた先の穴水町菅谷（すげんたに）地区は、能登空港に程近く、標高約200mの当県道最高地点である。菅谷地区以南は、住吉川沿いに伊久留（いくろ）地区を縦断し、終点の比良（びら）地区へ至る。当県道の西には、ほぼ並行して石川県道26号珠洲穴水線が縦走しているが、近年、石川県道26号珠洲穴水線の穴水町地内で拡幅工事を行い、また丘陵を切り通して、曲がりの少ない快走路を整備したのに対し、当県道は未だ1車線 - 1.5車線の狭隘部が続く。総延長のうち93％以上は穴水町地内で占められている。

## 歴史
- 1960年（昭和35年）10月15日：路線認定。

## 接続道路
- 石川県道37号輪島山田線（鳳珠郡能登町鮭尾：起点）
- 石川県道26号珠洲穴水線（鳳珠郡穴水町菅谷）
- 国道249号（鳳珠郡穴水町比良：終点）